# Ravna gora (Hrvatsko zagorje)
Ravna gora (686 m) – góra w Chorwacji, na obszarze Hrvatskiego zagorja. Stanowi część Macelja.

## Opis
Jest położona w północno-zachodniej części Hrvatskiego zagorja, na północny zachód od Lepoglavy. Jest zbudowana z wapienia i dolomitu. Wyższe partie porośnięte są przez lasy iglasto-liściaste. Dolna część jest użytkowana rolniczo (pola uprawne i winnice).
Obszar Gaveznica-Kameni vrh w 1997 roku został ogłoszony geologicznym pomnikiem przyrody (złoża agatu).
U podnóża góry poprowadzono drogę Lepoglava – Bednja – Trakošćan – Donja Višnjica.